# Die Schönste von Montana
Die Schönste von Montana (Originaltitel: Montana Belle) ist ein US-amerikanischer Western aus dem Jahr 1952 von Allan Dwan mit Jane Russell und George Brent in den Hauptrollen. Der Film wurde von Republic Pictures in Zusammenarbeit mit ‘’Fidelity Pictures’’ produziert.

## Handlung
Emmett und Grat Dalton begrüßen ihren Bruder Bob, der in Begleitung der gesuchten Belle Starr erscheint. Die gesetzlosen Brüder sind besorgt, doch Bob erklärt, dass er Belle vor einer Festnahme bewahrt hat, nachdem ihr Mann Sam bei einer Schießerei getötet wurde. Nun will Bob Belle beschützen. Zur gleichen Zeit sucht in der Stadt Guthrie der Bankier Matt Towner den Saloonbesitzer Tom Bradfield auf. Towner will mit Marshal Ripple der Dalton-Bande eine Falle stellen. Gege. Gegen eine Zahlung von 100.000 Dollar stellt Tom seinen Saloon dafür zur Verfügung.
Im Versteck der Daltons erhält Emmett eine Nachricht, dass sich der umherreisende Händler Pete Bivins mit ihm treffen will. Von Bivins erfährt Emmett, dass im Saloon in Guthrie Geld deponiert ist. Die Bande solle am besten am folgenden Samstag zuschlagen. Emmett und Grat planen den Überfall, lassen dabei aber den Indianer Ringo, dem das Versteck gehört, und dessen Freund Mac außen vor. Derweil gesteht Bob Belle, dass er sich in sie verliebt habe. Zwar weist sie ihn ab, stimmt aber zu, nach dem Überfall mit ihm das Versteck zu verlassen. Während die Daltons auf dem Weg nach Guthrie sind, machen Belle und Mac einige Schießübungen, die von einem Cherokee-Indianer gehört werden. Der neugierige Indianer erspäht Belle und alarmiert sofort Marshal Ripple. Belle sieht den Marshal mit einer Gruppe Männern und flieht mit Mac und Ringo.
Die drei Flüchtigen erreichen die Schmiede von Jim Clark. Sie sind sich einig, dass sie von den Daltons verraten wurden. Aus Rache wollen sie den geplanten Überfall auf den Saloon vereiteln. Mit den gleichen Halstüchern maskiert, wie sie auch von den Daltons getragen werden, und mit Belle in Männerkleidung überfallen sie nun selbst den Saloon. Die nichts ahnenden Daltons werden von Ripple und seinen Männern unter Feuer genommen. In dem Chaos können jedoch alle Outlaws entkommen. Belle überzeugt Mac und Ringo, eine eigene Bande zu gründen. In der Zwischenzeit informiert Pete die Daltons über Belles Vorhaben, dennoch bleibt Bob dabei, sie zu verteidigen.
Belle Bande führt in der Folgezeit mehrere Überfälle aus, was die Presse zur Annahme verleitet, Belle Bande würde mit den Daltons zusammenarbeiten. Emmett fordert Bob auf, Belle zu finden und ihren Standpunkt zu ermitteln. Zur gleichen Zeit betreten Belle, Mac und Ringo verkleidet Toms Saloon. Belle trägt eine blonde Perücke und gibt sich als Lucy Winters, eine Witwe aus Montana, aus. Bei einer Partie Blackjack erkennt Tom jedoch Belle als Räuberin, sagt jedoch nichts. Stattdessen schlägt er ihr vor, mit ihrem recht hohen Spielgewinn eine Partnerschaft mit ihm einzugehen. Belle akzeptiert und stellt Ringo als Wächter und Mac als Kartengeber ein. Kurze Zeit später wird Mac außerhalb des Saloons von Bob gesehen, der ihn ergreift und beschuldigt, ihm Belle fortzunehmen. Als ihm Mac erklärt, dass es Tom sei, der Belle umgarnt, stürmt Bob in den Saloon. Tom, von Pete vor Bob gewarnt, will Bob zur Rede stellen, der jedoch seine Waffe zieht. Belle schießt Bob die Waffe aus der Hand, der daraufhin festgenommen wird. Belle beauftragt Mac und Ringo, Bob aus dem Gefängnis zu befreien, bevor der ihre wahre Identität enthüllt.
Nach seiner Befreiung bleibt Bob loyal zu Belle und kann die Missverständnisse aufklären. Während Bob mit Mac und Ringo zum Versteck der Daltons reitet, bespricht sich Tom mit Towner über eine neue Falle für die Gesetzlosen. Er schlägt eine Zeitungsmeldung vor, in der von Lohngeldern, die in der Bank deponiert seien, berichtet wird. Belle liest den Artikel und plant mit den Daltons, das Geld zu stehlen. Kurz darauf lädt Tom sie zu einem Ausritt ein. Seine Eloquenz und seine Zukunftsvisionen beeindrucken Belle, die sich in ihn zu verlieben beginnt. Nach einiger Zeit enthüllt sie ihm, wer sie wirklich ist und ist überrascht, dass Tom sie schon von Beginn an durchschaut hat. Er überzeugt sie, nach Mexiko zu gehen und dort auf ihn zu warten. 
Belle macht sich mit Petes Wagen auf den Weg, wird aber von Mac und Ringo aufgegriffen und ins Versteck der Daltons gebracht, die auf ihre Teilnahme an dem Überfall bestehen. Belle hat keine Ahnung von Toms Falle und willigt ein. Sie stellt als Bedingung, dass Tom nichts geschehen werde. Unterdessen schockiert Tom Towner mit der Nachricht, dass er Belle heiraten werde. In diesem Moment erreichen die Daltons mit Belle die Bank und rauben sie aus, während Marshal Ripple mit seinen Männern im Hinterhalt liegt. Als die Bande die Bank verlässt, kommt es zu einer Schießerei. Belle wird angeschossen und von Tom aus der Stadt gebracht. Nachdem die Gesetzlosen getötet oder festgenommen wurden, will Ripple mit seinen Leuten nach Belle suchen. Ihre Verletzung hindert Belle an der Flucht. Sie will sich stellen und verspricht Tom, ihn zu heiraten, sobald sie freigelassen wird.

## Produktion

### Hintergrund
Gedreht wurde der Film von Ende Oktober bis Ende November 1948 in den Republic-Studios in North Hollywood.
Für den Film wurde Jane Russell von RKO Pictures ausgeliehen. 
Das Budget des Films lag bei 650.000 Dollar (2024: ca. 8,8 Millionen Dollar). Im April 1949 wurde der Film für 875.000 Dollar (2024: ca. 11,2 Millionen Dollar) an RKO verkauft. RKO-Besitzer Howard Hughes lagerte den Film für dreieinhalb Jahre ein.

### Stab
John McCarthy Jr. und George Milo waren für das Szenenbild zuständig, Adele Palmer für die Kostüme. Die Brüder Theodore und Howard Lydecker schufen die Spezialeffekte. R. Dale Butts und Stanley Wilson leiteten das Orchester.

### Besetzung
In kleinen nicht im Abspann erwähnten Nebenrollen traten Iron Eyes Cody als Cherokee-Indianer, Franklyn Farnum und Glenn Strange auf. 

## Synchronisation
| Rolle          | Schauspieler   | Deutscher Synchronsprecher |
| -------------- | -------------- | -------------------------- |
| Belle Starr    | Jane Russell   | Elisabeth Ried             |
| Tom Bradfield  | George Brent   | Wolfgang Lukschy           |
| Bob Dalton     | Scott Brady    | Herbert Stass              |
| Mac            | Forrest Tucker | Horst Niendorf             |
| Ringo          | Jack Lambert   | Reinhard Kolldehoff        |
| Matt Towner    | John Litel     | Robert Klupp               |
| Emmett Dalton  | Ray Teal       | Wolf Martini               |
| Grat Dalton    | Rory Mallinson | Heinz Giese                |
| Jim Clark      | Roy Barcroft   | Hans Emons                 |
| Marshal Ripple | Gene Roth      | Paul Esser                 |

## Veröffentlichung
Die Premiere des Films fand am 7. November 1952 in New York statt. In der Bundesrepublik Deutschland kam er am 12. Juni 1953 in die Kinos, in Österreich im April 1954.

## Kritiken
Der Filmkritiken-Aggregator Rotten Tomatoes hat in einer Auswertung ein Publikumsergebnis von 38 Prozent positiver Bewertungen ermittelt.
Das Lexikon des internationalen Films schrieb: „Ein routinierter Western, dessen Konflikte aufgesetzt erscheinen und der Langeweile verbreitet.“
Die Filmzeitschrift Cinema befand: „Das einzig Aufregende ist hier Jane Russells blonde Perücke.“